# Passo del Mercatello
Il passo del Mercatello (1053 m s.l.m.) è un valico dell'Appennino ligure situato nel comune di Ferriere, in provincia di Piacenza, che mette in comunicazione la val Nure con la val Trebbia, tramite la sua tributaria val d'Aveto.

## Infrastrutture
Il valico è percorso da Ferriere a Marsaglia, sede del comune di Corte Brugnatella, dalla Strada provinciale 50 del Mercatello che si dirama rispettivamente nel centro di Ferriere dalla strada statale 654 di Val Nure e a Marsaglia dalla strada statale 45 di Val Trebbia. Lungo il versante da Ferriere la strada attraversa le frazioni di Carloni, Cerreto Rossi e Grondone, mentre lungo il versante da Marsaglia sono toccate le frazioni di Casaldrino e Ozzola, appartenenti al comune di Corte Brugnatella, e quelle di Castelcanafurone e Brugneto, appartenenti al comune di Ferriere.
Dalla cima del passo si diramano due strade comunali: una che scende in val d'Aveto verso la frazione di Colla di Brugneto, posta a mezza costa, e l'altra che scende verso la val Nure attraverso le frazioni di Caserarso e Casaldonato e che si immette nel fondovalle nella strada statale 654 nei pressi di Folli, località posta un paio di chilometri a monte di Ferriere.

## Sport

### Ciclismo
Il versante da Ferriere presenta una pendenza media di poco inferiore al 5 %, con una pendenza massima dell'8 % che viene toccata in alcuni brevi tratti; nella parte finale dell'ascesa, superato l'abitato di Grondone, le pendenze calano notevolmente e la salita si trasforma in un falsopiano.
Il versante da Marsaglia presenta anch'esso una pendenza media inferiore al 5 % con una pendenza massima del 9 % che si incontra durante i primi chilometri di ascesa, proseguendo la salita diventa più facile, eccetto un solo tratto, nei pressi di Brugneto, in cui si trovano pendenze al 7,5 %.
Il versante secondario che sale da Folli è, invece, più duro con una pendenza media del 6,5 % e punte superiori al 10 % nella prima parte dell'ascesa, fino a Casaldonato. Una volta superata la frazione, le pendenze diminuiscono e gli ultimi chilometri fino al passo sono in sostanziale falsopiano.
Il passo del Mercatello è stato inserito una volta nel percorso del giro d'Italia: nel 1989, scalando il versante da Marsaglia per, poi, scendere verso Ferriere.
Di seguito si riportano le edizioni del Giro che hanno affrontato il passo del Mercatello, con i corridori che sono transitati per primi in vetta.
| Anno | Tappa | Partenza > arrivo   | km  | Corridore    | Versante scalato |
| ---- | ----- | ------------------- | --- | ------------ | ---------------- |
| 1989 | 20ª   | Voghera > La Spezia | 220 | Luis Herrera | Marsaglia        |